# Opoczyska (Szczecinek)
Opoczyska (niem. Steinthal) – część miasta Szczecinek w Polsce położona w województwie zachodniopomorskim, w powiecie szczecineckim, w gminie miejskiej Szczecinek.
Leżą na północnym zachodzie miasta, w rejonie ulicy Koszalińskiej. Od zachodu graniczy z osadą Opoczyska.